# Andi Ribaj
Andi Ribaj (Valona, 21 novembre 1989) è un ex calciatore albanese, di ruolo attaccante.

## Carriera

### Club

#### Apolonia Fier
Dopo aver esordito nella massima serie albanese con l'Apolonia Fier nella stagione 2006-2007, passa al Vlora nel 2008 in prestito. Ritorna quindi all'Apolonia Fier, dove colleziona altre 71 partite segnando anche 10 gol.

#### Skënderbeu
Nell'agosto 2013 è stato acquistato dallo Skënderbeu. Alla sua prima stagione colleziona 30 presenze ed 8 gol e conquista anche il campionato.

## Statistiche

### Presenze e reti nei club
Statistiche aggiornate all'8 maggio 2021.
| Stagione                 | Squadra                  | Campionato               | Campionato | Campionato | Coppe nazionali | Coppe nazionali | Coppe nazionali | Coppe continentali | Coppe continentali | Coppe continentali | Altre coppe | Altre coppe | Altre coppe | Totale | Totale |
| Stagione                 | Squadra                  | Comp                     | Pres       | Reti       | Comp            | Pres            | Reti            | Comp               | Pres               | Reti               | Comp        | Pres        | Reti        | Pres   | Reti   |
| ------------------------ | ------------------------ | ------------------------ | ---------- | ---------- | --------------- | --------------- | --------------- | ------------------ | ------------------ | ------------------ | ----------- | ----------- | ----------- | ------ | ------ |
| 2006-2007                | Apolonia Fier            | KS                       | 2          | 0          | CA              | 0               | 0               | -                  | -                  | -                  | -           | -           | -           | 2      | 0      |
| 2007-2008                | Apolonia Fier            | KP                       | ?          | ?          | CA              | 0               | 0               | -                  | -                  | -                  | -           | -           | -           | 0+     | 0+     |
| 2008-2009                | Vlora                    | KT                       | ?          | ?          | CA              | 0               | 0               | -                  | -                  | -                  | -           | -           | -           | 0+     | 0+     |
| 2009-2010                | Apolonia Fier            | KS                       | 20         | 1          | CA              | 0               | 0               | -                  | -                  | -                  | -           | -           | -           | 20     | 1      |
| 2010-2011                | Apolonia Fier            | KP                       | ?          | ?          | CA              | 0               | 0               | -                  | -                  | -                  | -           | -           | -           | 0+     | 0+     |
| 2011-2012                | Apolonia Fier            | KS                       | 25+1       | 1+2        | CA              | 5               | 4               | -                  | -                  | -                  | -           | -           | -           | 31     | 7      |
| 2012-2013                | Apolonia Fier            | KS                       | 26         | 8          | CA              | 3               | 2               | -                  | -                  | -                  | -           | -           | -           | 29     | 10     |
| 2013-2014                | Skënderbeu               | KS                       | 31         | 8          | CA              | 6               | 0               | UCL+UEL            | 0+2                | 0+1                | SA          | 1           | 0           | 40     | 9      |
| 2014-gen. 2015           | Skënderbeu               | KS                       | 11         | 0          | CA              | 4               | 4               | UCL                | 2                  | 0                  | SA          | 1           | 0           | 18     | 4      |
| Totale Skënderbeu        | Totale Skënderbeu        | Totale Skënderbeu        | 42         | 8          |                 | 10              | 4               |                    | 4                  | 1                  |             | 2           | 0           | 58     | 13     |
| gen.-giu. 2015           | Apolonia Fier            | KS                       | 17         | 6          | CA              | 2               | 1               | -                  | -                  | -                  | -           | -           | -           | 19     | 7      |
| Totale Apolonia Fier     | Totale Apolonia Fier     | Totale Apolonia Fier     | 90+1       | 16+2       |                 | 10              | 7               |                    | -                  | -                  |             | -           | -           | 101+   | 25+    |
| 2015-2016                | Maccabi Kiryat Gat       | LL                       | 29         | 1          | CI+CdL          | 1+0             | 0               | -                  | -                  | -                  | -           | -           | -           | 30     | 1      |
| ott. 2016-2017           | Teuta                    | KS                       | 26         | 4          | CA              | 5               | 0               | UEL                | -                  | -                  | -           | -           | -           | 31     | 4      |
| 2017-2018                | Vllaznia                 | KS                       | 31         | 5          | CA              | 4               | 1               | -                  | -                  | -                  | -           | -           | -           | 35     | 6      |
| 2018-2019                | Flamurtari Valona        | KS                       | 21         | 4          | CA              | 1               | 0               | -                  | -                  | -                  | -           | -           | -           | 22     | 4      |
| 2019-2020                | Flamurtari Valona        | KS                       | 27         | 6          | CA              | 3               | 2               | -                  | -                  | -                  | -           | -           | -           | 30     | 8      |
| 2020-2021                | Flamurtari Valona        | KP                       | 15         | 2          | CA              | 0               | 0               | -                  | -                  | -                  | -           | -           | -           | 15     | 2      |
| Totale Flamurtari Valona | Totale Flamurtari Valona | Totale Flamurtari Valona | 63         | 12         |                 | 4               | 2               |                    | -                  | -                  |             | -           | -           | 67     | 14     |
| Totale carriera          | Totale carriera          | Totale carriera          | 281+1      | 46+2       |                 | 34              | 14              |                    | 4                  | 1                  |             | 2           | 0           | 322    | 63     |

## Palmarès

### Club

#### Competizioni nazionali
- Supercoppa d'Albania: 2

Skënderbeu: 2013, 2014
- Campionato albanese: 1

Skënderbeu: 2013-2014